# Rollercoaster (Emis Killa)
Rollercoaster è un singolo del rapper italiano Emis Killa, pubblicato l'8 giugno 2018 come primo estratto dal quarto album in studio Supereroe.

## Descrizione
Prodotto da Don Joe, il brano è stato presentato dal rapper attraverso la seguente dichiarazione:

## Video musicale
Il videoclip, diretto da Marc Lucas e Igor Grbesic, è stato pubblicato il 3 luglio 2018 sul canale YouTube del rapper e ha come protagonista una coppia anziana che rivive il primo amore in una notte d'estate.

## Tracce
1. Rollercoaster – 3:27

## Classifiche
| Classifica (2018) | Posizione massima |
| ----------------- | ----------------- |
| Italia            | 9                 |